# Love, Strings and Jobim
Love, Strings and Jobim: The Eloquence Of Antonio Carlos Jobim — випущений 1966 року лейблом Warner Bros. альбом, що містить пісні різних бразильських композиторів, серед яких: Роберту Менескаль, Маркос Валле, Дюрваль Феррейра, Еумір Деодату, Баден Пауелл та інші. 
Продюсерами альбому виступили Алоїзіу ді Олівейра та Рей Гілберт.
Антоніу Карлусу Жобіну належить авторство лише двох пісень («Samba Torto» та «Eu Preciso De Você»), але, оскільки його ім'я міститься на обкладинці, альбом інколи зараховують до дискографії Жобіма.
Того ж року альбом вийшов в Бразилії на лейблі Elenco під назвою Tom Jobim Apresenta.

## Список композицій
| Трек | Назва                                            | Автори                                                 | Тривалість |
| ---- | ------------------------------------------------ | ------------------------------------------------------ | ---------- |
| A1   | «Hurry Up & Love Me (Eu Preciso De Você)»        | Антоніу Карлус Жобін, Алоїзіу ді Олівейра, Рей Гілберт | 2:25       |
| A2   | «If You Went Away (Preciso Aprender A Ser Só)»   | Маркос Валле, Паулу Сержіу Валле, Рей Гілберт          | 3:05       |
| A3   | «The Face I Love (Seu Encanto)»                  | Маркос Валле, Паулу Сержіу Валле, Рей Гілберт          | 2:07       |
| A4   | «The Sight Of You (Tristeza De Nós Dois)»        | Дюрваль Феррейра, Моріс Айнгорн, Бебето, Рей Гілберт   | 3:10       |
| A5   | «Tears (Razão De Viver)»                         | Еумір Деодату, Паулу Сержіу Валле, Рей Гілберт         | 2:48       |
| A6   | «Berimbau»                                       | Баден Пауелл, Вінісіус ді Морайс, Рей Гілберт          | 3:18       |
| B1   | «Pardon My English (Samba Torto)»                | Антоніу Карлус Жобін, Алоїзіу ді Олівейра, Рей Гілберт | 1:55       |
| B2   | «Rain (Chuva)»                                   | Дюрваль Феррейра, Педру Камаргу, Рей Гілберт           | 2:15       |
| B3   | «You (Você)»                                     | Роберту Менескаль, Роналду Босколі, Рей Гілберт        | 2:10       |
| B4   | «Image (Imagem)»                                 | Луїс Еса, Алоїзіу ді Олівейра, Рей Гілберт             | 1:30       |
| B5   | «I Live To Love You (Morrer De Amor)»            | Люверсі Фьоріні, Оскар Кастру-Невес, Рей Гілберт       | 2:50       |
| B6   | «Neptune's Hep Tune (A Morte De Um Deus De Sal)» | Роберту Менескаль, Роналду Босколі, Рей Гілберт        | 2:12       |

## Виконавці
- Ліндольфо Гайя — аранжувальник і диригент
- Еумір Деодату — аранжувальник, фортепіано
- Оскар Кастру-Невес — гітара
- Сержіу Баррозу — контрабас
- Моріс Айнгорн — губна гармоніка
- Жоржи Феррейра да Сілва — флейта, саксофон
- Едісон Мачаду — барабани